# مدار ۵۰ درجه جنوبی
مدار ۵۰ درجه جنوبی، دایره‌ای از عرض جغرافیایی است که در ۵۰ درجهٔ جنوبی خط استوا  قرار دارد.

## گذر از مناطق
از نصف‌النهار مبدأ شروع می‌شود و به سمت مشرق ۵۰ درجه جنوبی از موارد زیر گذر می‌کند:
| مختصات‌ها                                            | کشور، قلمرو یا دریا | توضیحات                                                         |
| --------------------------------------------------- | ------------------- | --------------------------------------------------------------- |
| ۵۰°۰′ جنوبی ۰°۰′ شرقی / ۵۰٫۰۰۰°جنوبی ۰٫۰۰۰°شرقی     | اقیانوس اطلس        |                                                                 |
| ۵۰°۰′ جنوبی ۲۰°۰′ شرقی / ۵۰٫۰۰۰°جنوبی ۲۰٫۰۰۰°شرقی   | اقیانوس هند         | گذرکردن از جنوب جزایر کرگولن, سرزمین‌های جنوبی و جنوبگانی فرانسه |
| ۵۰°۰′ جنوبی ۱۴۷°۰′ شرقی / ۵۰٫۰۰۰°جنوبی ۱۴۷٫۰۰۰°شرقی | اقیانوس آرام        | گذرکردن از جنوب Antipodes Islands, نیوزیلند                     |
| ۵۰°۰′ جنوبی ۷۴°۵۳′ غربی / ۵۰٫۰۰۰°جنوبی ۷۴٫۸۸۳°غربی  | شیلی                | Patagonic Archipelago and mainland                              |
| ۵۰°۰′ جنوبی ۷۳°۲۶′ غربی / ۵۰٫۰۰۰°جنوبی ۷۳٫۴۳۳°غربی  | آرژانتین            |                                                                 |
| ۵۰°۰′ جنوبی ۶۷°۵۴′ غربی / ۵۰٫۰۰۰°جنوبی ۶۷٫۹۰۰°غربی  | اقیانوس اطلس        |                                                                 |